# Chặng đua GP Anh 2020
Chặng đua GP Anh 2020 (tên chính thức là Formula 1 Pirelli British Grand Prix 2020) là chặng đua thứ 4 của Giải đua xe Công thức 1 2020. Chặng đua diễn ra từ ngày 31 tháng 07 đến 02 tháng 08 năm 2020 tại Trường đua Silverstone, Vương quốc Anh. Người chiến thắng là Lewis Hamilton của đội đua Mercedes.

## Diễn biến chính
Trước chặng đua, Sergio Perez trở thành tay đua F1 đầu tiên bị nhiễm covid-19 nên không thể tham gia chặng đua này. Người thay thế anh là Nico Hulkenberg, tuy nhiên Hulkenberg cũng không thể tham gia cuộc đua chính do bị hư xe ngay trước khi cuộc đua diễn ra.
Lewis Hamilton  giành pole và dễ dàng kiểm soát cuộc đua dù cho ở cuộc đua này xe an toàn phải xuất hiện 2 lần. Khi mà mọi người nghĩ rằng chiến thắng sẽ đến một cách dễ dàng thì Hamilton lại bị nổ lốp xe ở vòng cuối cùng. Trước đó một vòng, thì tay đua bám đuổi là Max Verstappen đã chủ động vào pit thay lốp mới hòng để kiếm thêm điểm fastest lap. Điều đó vô tình giúp cho Hamilton có được khoảng cách đủ lớn, để anh có thể 'lết' về đích và giành chiến thắng.
Đồng đội của Hamilton là Valtteri Bottas lại không được may mắn như thế, tay đua này cũng bị nổ lốp ở vòng áp chót và bị rơi xuống tận vị trí thứ 11, không có thêm điểm số nào. Vị trí podium cuối cùng vì thế thuộc về Charles Leclerc của đội đua Ferrari.
Sau chặng đua, Hamilton bắt đầu tạo ra khoảng cách lớn trên BXH tổng. Anh có 88 điểm.

## Kết quả
| Stt                                                                     | Số xe | Tay đua            | Đội đua                   | Lap | Thời gian         | Xuất phát | Điểm |
| ----------------------------------------------------------------------- | ----- | ------------------ | ------------------------- | --- | ----------------- | --------- | ---- |
| 1                                                                       | 44    | Lewis Hamilton     | Mercedes                  | 52  | 1:28:01.283       | 1         | 25   |
| 2                                                                       | 33    | Max Verstappen     | Red Bull Racing-Honda     | 52  | +5.856            | 3         | 19   |
| 3                                                                       | 16    | Charles Leclerc    | Ferrari                   | 52  | +18.474           | 4         | 15   |
| 4                                                                       | 3     | Daniel Ricciardo   | Renault                   | 52  | +19.650           | 8         | 12   |
| 5                                                                       | 4     | Lando Norris       | McLaren-Renault           | 52  | +22.277           | 5         | 10   |
| 6                                                                       | 31    | Esteban Ocon       | Renault                   | 52  | +26.937           | 9         | 8    |
| 7                                                                       | 10    | Pierre Gasly       | AlphaTauri-Honda          | 52  | +31.188           | 11        | 6    |
| 8                                                                       | 23    | Alexander Albon    | Red Bull Racing-Honda     | 52  | +32.670           | 12        | 4    |
| 9                                                                       | 18    | Lance Stroll       | Racing Point-BWT Mercedes | 52  | +37.311           | 6         | 2    |
| 10                                                                      | 5     | Sebastian Vettel   | Ferrari                   | 52  | +41.857           | 10        | 1    |
| 11                                                                      | 77    | Valtteri Bottas    | Mercedes                  | 52  | +42.167           | 2         |      |
| 12                                                                      | 63    | George Russell     | Williams-Mercedes         | 52  | +52.004           | 20        |      |
| 13                                                                      | 55    | Carlos Sainz Jr.   | McLaren-Renault           | 52  | +53.370           | 7         |      |
| 14                                                                      | 99    | Antonio Giovinazzi | Alfa Romeo Racing-Ferrari | 52  | +54.2054          | 15        |      |
| 15                                                                      | 6     | Nicholas Latifi    | Williams-Mercedes         | 52  | +54.549           | 18        |      |
| 16                                                                      | 8     | Romain Grosjean    | Haas-Ferrari              | 52  | +55.050           | 17        |      |
| 17                                                                      | 7     | Kimi Räikkönen     | Alfa Romeo Racing-Ferrari | 51  | +1 lap            | 16        |      |
| Ret                                                                     | 26    | Daniil Kvyat       | AlphaTauri-Honda          | 11  | Puncture/Accident | 19        |      |
| Ret                                                                     | 20    | Kevin Magnussen    | Haas-Ferrari              | 1   | Collision         | 14        |      |
| DNS                                                                     | 27    | Nico Hülkenberg    | Racing Point-BWT Mercedes | 0   | Clutch/Power unit | —         |      |
| Fastest lap: Max Verstappen (Red Bull Racing-Honda) – 1:27.097 (lap 52) |       |                    |                           |     |                   |           |      |

Nguồn: Trang chủ Formula1

## BXH sau chặng đua
|         | Stt | Tay đua         | Điểm |
| ------- | --- | --------------- | ---- |
|         | 1   | Lewis Hamilton  | 88   |
|         | 2   | Valtteri Bottas | 58   |
|         | 3   | Max Verstappen  | 52   |
|         | 4   | Lando Norris    | 36   |
| 1       | 5   | Charles Leclerc | 33   |
| Source: |     |                 |      |

|         | Stt | Đội đua                   | Điểm |
| ------- | --- | ------------------------- | ---- |
|         | 1   | Mercedes                  | 146  |
|         | 2   | Red Bull Racing-Honda     | 78   |
|         | 3   | McLaren-Renault           | 51   |
| 1       | 4   | Ferrari                   | 43   |
| 1       | 5   | Racing Point-BWT Mercedes | 42   |
| Source: |     |                           |      |